# Campionati italiani di duathlon del 2012
I Campionati italiani di duathlon del 2012 sono stati organizzati dalla Federazione Italiana Triathlon e si sono tenuti a Norcia in Umbria, in data 24 giugno 2012.
Tra gli uomini ha vinto Danilo Brustolon ( Fiamme Oro), mentre la gara femminile è andata a Sara Dossena (Triathlon Cremona Stradivari).

## Risultati

### Élite uomini
| Pos. | Atleta                | Società sportiva            | Corsa    | Bici     | Corsa    | Totale   |
| ---- | --------------------- | --------------------------- | -------- | -------- | -------- | -------- |
|      | Danilo Brustolon      | Fiamme Oro                  | 00:30:39 | 01:04:17 | 00:16:50 | 01:51:46 |
|      | Fausto Dotti          | Dr. Ingelmann               | 00:30:40 | 01:04:18 | 00:17:45 | 01:52:43 |
|      | Michele Insalata      | Nadir on the Road           | 00:31:32 | 01:03:29 | 00:17:49 | 01:52:50 |
| 4    | Daniel Antonioli      | Esercito                    | 00:30:40 | 01:04:17 | 00:18:08 | 01:53:05 |
| 5    | Massimiliano Sansone  | T.D. Rimini                 | 00:31:59 | 01:03:01 | 00:18:19 | 01:53:19 |
| 6    | Huber Rossi           | Piacenza Triathlon Vivo     | 00:31:40 | 01:03:18 | 00:18:44 | 01:53:42 |
| 7    | Alessandro Alessandri | T.D. Rimini                 | 00:32:37 | 01:02:22 | 00:19:15 | 01:54:14 |
| 8    | Alessio Picco         | T.D. Rimini                 | 00:30:27 | 01:04:31 | 00:19:26 | 01:54:24 |
| 9    | Gabriele Rolla        | Peperoncino Team            | 00:32:14 | 01:02:45 | 00:19:44 | 01:54:43 |
| 10   | Alberto Della Pasqua  | T.D. Rimini                 | 00:30:27 | 01:04:28 | 00:20:42 | 01:55:37 |
| 11   | Fabio Sirugo          | T.D. Rimini                 | 00:32:15 | 01:02:47 | 00:20:55 | 01:55:57 |
| 12   | Giovanni Laiso        | Canottieri Napoli           | 00:32:16 | 01:06:29 | 00:19:09 | 01:57:54 |
| 13   | Francesco Vittori     | T.D. Rimini                 | 00:33:30 | 01:04:31 | 00:20:06 | 01:58:07 |
| 14   | Marco Marini          | Atl. Triathlon Monterotondo | 00:32:37 | 00:00:00 | 01:59:07 | 01:59:07 |
| 15   | Alfredo Trovato       | Multisport Catania          | 00:32:14 | 01:08:02 | 00:19:08 | 01:59:24 |
| 16   | Federico Banti        | Canottieri Mincio           | 00:34:02 | 01:06:11 | 00:19:27 | 01:59:40 |
| 17   | Massimo Torsani       | T.D. Rimini                 | 00:34:06 | 01:06:09 | 00:20:00 | 02:00:15 |
| 18   | Francesco Rizzotti    | Padova Nuoto Dynamica       | 00:33:48 | 01:06:26 | 00:20:16 | 02:00:30 |
| 19   | Giuseppe Grassi       | Nadir on the Road           | 00:33:22 | 01:06:53 | 00:20:30 | 02:00:45 |
| 20   | Renato Segat          | Freetime Triathlon          | 00:34:05 | 01:08:38 | 00:18:31 | 02:01:14 |

### Élite donne
| Pos. | Atleta                     | Società sportiva             | Corsa    | Bici     | Corsa    | Totale   |
| ---- | -------------------------- | ---------------------------- | -------- | -------- | -------- | -------- |
|      | Sara Dossena               | Triathlon Cremona Stradivari | 00:34:03 | 01:16:16 | 00:20:06 | 02:10:25 |
|      | Nadia Cortassa             | Fiamme Azzurre               | 00:36:53 | 01:12:54 | 00:22:03 | 02:11:50 |
|      | Paola Garinei              | Triathlon Trasimeno          | 00:00:00 | 00:00:00 | 00:20:33 | 02:15:10 |
| 4    | Cristina Sironi            | Road Runners                 | 00:37:26 | 01:19:14 | 00:23:25 | 02:20:05 |
| 5    | Maria Grazia Prestigiacomo | Tennis Club Palermo 2        | 00:37:27 | 01:21:16 | 00:21:35 | 02:20:18 |
| 6    | Daniela Pallaro            | Padova Triathlon             | 00:37:41 | 01:21:02 | 00:23:24 | 02:22:07 |
| 7    | Nadia Rossi                | T.D. Rimini                  | 00:40:28 | 01:18:55 | 00:25:05 | 02:24:28 |
| 8    | Gisella Locardi            | Piacenza Triathlon Vivo      | 00:38:08 | 01:24:53 | 00:22:18 | 02:25:19 |
| 9    | Paola Goldoni              | Desenzano Triathlon          | 00:40:25 | 01:21:54 | 00:23:32 | 02:25:51 |
| 10   | Susanna Vidoz              | CSA Gorizia                  | 00:38:54 | 01:23:34 | 00:23:38 | 02:26:06 |
| 11   | Consuelo Ferragina         | Canottieri Napoli            | 00:38:36 | 01:24:33 | 00:24:34 | 02:27:43 |
| 12   | Gessica Sarti              | Triathlon Faenza             | 00:41:53 | 01:22:52 | 00:24:32 | 02:29:17 |
| 13   | Virna Stavla               | Padova Triathlon             | 00:42:54 | 01:23:43 | 00:25:43 | 02:32:20 |
| 14   | Maria Grazia Mignogna      | Forhans Team                 | 00:42:23 | 01:25:25 | 00:24:39 | 02:32:27 |
| 15   | Gabriella Mazza            | Multisport Catania           | 00:43:44 | 01:23:29 | 00:25:32 | 02:32:45 |
| 16   | Luisa Caggiati             | T.D. Rimini                  | 00:43:54 | 01:20:54 | 00:28:50 | 02:33:38 |
| 17   | Giacinta Savorani          | Triathlon Faenza             | 00:44:40 | 01:22:31 | 00:26:34 | 02:33:45 |
| 18   | Gabriella Negrini          | Triathlon Team Ravenna       | 00:44:27 | 01:23:22 | 00:27:23 | 02:35:12 |
| 19   | Serena Vecchione           | Canottieri Napoli            | 00:44:36 | 01:27:25 | 00:25:15 | 02:37:16 |
| 20   | Marta Fontana              | Fumane Triathlon             | 00:41:23 | 01:29:04 | 00:27:00 | 02:37:27 |